# Hazug csajok társasága
A Hazug csajok társasága (eredeti cím: Pretty Little Liars) egy amerikai tini dráma, rejtély és thriller televíziós filmsorozat, megalkotója I. Marlene King, és kis részben Sara Shepard ugyanazon című könyvén alapszik. A sorozat 4 gimis lány életét követi nyomon, akiknek a bandája széthullik a vezetőjük eltűnése után. Egy évvel később az egymástól elidegenült barátnők újra egymásra találnak, amikor üzeneteket kezdenek kapni egy titokzatos, 'A' nevű figurától, aki a legsötétebb titkaik felfedésével fenyegeti őket. A sorozat nagy stábbal rendelkezik Troian Bellisario-val – mint Spencer Hastings -, Lucy Hale-lel – mint Aria Montgomery -, Ashley Benson-nal – mint Hanna Marin, Shay Mitchell-lel – mint Emily Fields -, Sasha Pieterse-szel – mint Alison DiLaurentis – és Janel Parrish-sel – mint Mona Vanderwaal – a főszerepekben.
A sorozat 2010. június 8-án indult az Egyesült Államokban a Freeform filmcsatornán és 2017. június 27-én ért véget. A kezdeti 10 epizód rendelése után a Freeform még 12 epizódot kért 2010. június 28-án. Az első 10 rész sikere bővítésre késztette a könyvsorozatot is az eredeti 8 könyv után. Megjelenése óta a sorozat különböző értékeléseket kapott a televíziós kritikák által, de mindig is a Freeform sikere maradt, hatalmas rajongótábort szerezve. Magyarországon 2014. május 15-én debütált az RTL II-n.
Az első sorozat a Hazug csajok társasága franchise-ból. 2013. március 23-án egy spin-off sorozat lett bejelentve Ravenswood címmel, de egy évad után eltörölték. 2014. június 10-én a Hazug csajok társasága megújult a 6. és 7. évadra. 2016. augusztus 29-én a Freeform megerősítette, hogy a sorozatnak a 7. évad után vége lesz 2017-ben. A sorozat legvégét becslés alapján kb. 1,41 millió néző nézte. A második legmagasabb nézettsége volt minden kábeltévé sorozatból, amit aznap este sugároztak. Az epizódot az "A-List Wrap Party" követte, azaz egy élőben közvetített speciális rész, amelyben a főszereplők és a gyártásvezető King megbeszélik a sorozat végét.
2019-ben egy második spin-off és egyben az eredeti sorozat folytatása Hazug csajok társasága: A perfekcionisták címmel, Sasha Pieterse és Janel Parrish játékával eredeti szerepükben Alison DiLaurentis, illetve Mona Vanderwaal-ként. A sorozatot egy évad után eltörölték.

## Bevezető
A sorozat a pennsylvaniai kisvárosban, Rosewoodban követi nyomon öt gimnazista lány életét: Spencer Hastings, Hanna Marin, Aria Montgomery, Emily Fields és Alison DiLaurentis elválaszthatatlan barátnők, egészen addig, amíg Alison, csapatuk vezére egy nyári éjszaka el nem tűnik. Egy évvel a tragédia után, az egymástól elidegenült 4 lány újra egymásra talál, ugyanis rejtélyes üzeneteket kezdenek kapni egy titokzatos gonosztól, „A”-tól, majd később "A.D."-től, aki ismeri minden titkukat, hibájukat és hazugságukat – amelyekről korábban csak Alison tudott -, és fenyegeti, kínozza őket velük. A lányok első feltételezése, hogy visszatért barátnőjük és ő írja az üzeneteket, hamisnak bizonyul, amint egy holttestet találnak az egykori DiLaurentis-házban, amelyet Alisonként azonosítanak. A négy lány rájön, hogy valaki más szeretne bosszút állni rajtuk, valószínűleg Alison miatt, aki rengeteg embert kínzott és keserítette meg az életüket, leginkább szóban.

## Produkció
Eredetileg a televíziós sorozatok alapján könyvet forgalmazó Alloy Entertainment nevű könyvkészítő cégtől származik a sorozat, mivel ők adták ki a Hazug csajok társasága előtt a sorozat alapkönyveit. Az ötleteket úgy írták le, mint a Született feleségeket a tizenévesek számára. Alloy találkozott a könyvíró Shepard-dal és adtak neki egy lehetőséget, hogy fejlesszen a könyv sorozaton. Az Alloy és a Warner Horizon érdeklődött az iránt, hogy készítsenek egy televíziós sorozatot már 2010 előtt is. Elsőleg a The WB-nek tervezték 2005-ben egy másik írónak, amíg 2006-ban le nem állt a csatorna és újra elindult, a The CW néven. Az első regényt a HarperTeen tette közzé 2006 októberében. 2008 júniusában az Alloy elárulta, hogy fejlesztésen van egy Hazug csajok társasága televíziós pilot az ABC Family-nek, ami a könyvsorozaton alapszik. A Pilot után, amit Vancouver-ben vettek fel a sorozat átment Los Angeles-be forgatni.

### Szereplőválogatás
Az ABC Family elkezdte a szereplőválogatást a Hazug csajok társasága pilot-jához 2009 októberében. Lucy Hale-t kiválasztották Aria Montgomery szerepére; őt követte Troian Bellisario és Ian Harding (mint Spencer Hastings és Ezra Fitz illetőleg) 2009 novemberében. 2009 decemberében a The Futon Critic megerősítette, hogy kiválogatták Ashley Benson-t Hanna Marin és Shay Mitchell-t Emily Fields szerepére, Nia Peebles-t Pam Fields-ére, Roark Critchlow-t Tom Marin-ére és Bianca Lowson-t Maya-éra. Mitchell kezdetben Spencer szerepére jelentkezett majd megpróbált Emily-ére is. A The Hollywood Reporter azt is megjegyezte, hogy Torrey DeVitto és Sasha Pieterse visszatérő szerepet kaptak a pilot-ban. A The Alloy weboldal később megerősítette, hogy Pieterse Alison DiLaurentis-t fogja játszani és DeVitto Melissa Hastings-et, valamint azt is megemlítették, hogy kiválasztották Janel Parrish-t Mona Vanderwall szerepére. 2010. január 27-én az ABC Family berendelte a Hazug csajok társaságát egy sorozatra, melynek premierje 2010 júniusában volt. 2010 áprilisában Aria apja, Byron szerepére Chad Lowe-ot és Holly Marie Combs-ot Aria anyja, Ella szerepére választották ki. Jenna Marshall-t Tammin Sursok játssza.
2011. január 7-én Tilky Jones-t kiválasztották Logan Reed szerepére. 2011. április 8-án Annabeth Giss-t kiválasztották Anne Sullivan szerepére, egy terapeuta, aki megpróbálja kideríteni a főszereplők titkait. 2011. május 23-án Andrea Parker aláírta, hogy megjelenik Jessica DiLaurentis-ként, Allison anyjaként. 2012. január 30-án a The Hollywood Reporter beszámolt arról, hogy Tyler Blackburn-t főszereplővé léptetik elő a harmadik évadban 2012 márciusában Janel Parrish-t szintén előléptették visszatérőből főszereplővé a harmadik évadban.

### Zene
A sorozat főcímdalát a The Pierces nevezetű amerikai banda énekli, a dal címe Secret. Ezt a számot eredetileg Ashley Benson ajánlotta a sorozat készítőinek, mert amikor elolvasta a forgatókönyvet, rögtön ez a szám jutott eszébe.[forrás?]

## Szereplők

### Főszereplők
| Troian Bellisario | Spencer Hastings / Alex Drake | Molnár Ilona         | Főszereplő | Főszereplő/Vendég | Főszereplő/Vendég | Főszereplő/Vendég | Főszereplő/Vendég | Főszereplő/Vendég | Főszereplő/Vendég | Főszereplő/Vendég |        |        |        |        |        |
| Ashley Benson     | Hanna Marin                   | Nemes Takách Kata    | Főszereplő | Főszereplő        | Főszereplő        | Főszereplő        | Főszereplő        | Főszereplő        | Főszereplő        |                   |        |        |        |        |        |
| Lucy Hale         | Aria Montgomery               | Bogdányi Titanilla   | Főszereplő | Főszereplő        | Főszereplő        | Főszereplő        | Főszereplő        | Főszereplő        | Főszereplő        |                   |        |        |        |        |        |
| Shay Mitchell     | Emily Fields                  | Vadász Bea           | Főszereplő | Főszereplő        | Főszereplő        | Főszereplő        | Főszereplő        | Főszereplő        | Főszereplő        |                   |        |        |        |        |        |
| Sasha Pieterse    | Allison DiLaurentis           | Szabó Zselyke        | Főszereplő | Főszereplő        | Főszereplő        | Főszereplő        | Főszereplő        | Főszereplő        | Főszereplő        |                   |        |        |        |        |        |
| Ian Harding       | Ezra Fitz                     | Előd Álmos           | Főszereplő | Főszereplő        | Főszereplő        | Főszereplő        | Főszereplő        | Főszereplő        | Főszereplő        |                   |        |        |        |        |        |
| Laura Leighton    | Ashley Marin                  | Bertalan Ágnes       | Főszereplő | Főszereplő        | Főszereplő        | Főszereplő        | Főszereplő        | Főszereplő        | Vendég            | Vendég            | Vendég | Vendég | Vendég | Vendég | Vendég |
| Holly Marie Combs | Ella Montgomery               | Kisfalvi Krisztina   | Főszereplő | Főszereplő        | Főszereplő        | Vendég            | Vendég            | Vendég            | Vendég            |                   |        |        |        |        |        |
| Chad Lowe         | Byron Montgomery              | Csík Csaba Krisztián | Főszereplő | Főszereplő        | Főszereplő        | Vendég            | Vendég            | Vendég            | Vendég            |                   |        |        |        |        |        |
| Bianca Lawson     | Maya St. Germain              | Lamboni Anna         | Főszereplő | Főszereplő        | Vendég            |                   |                   |                   |                   |                   |        |        |        |        |        |
| Janel Parrish     | Mona Vanderwall               | Tamási Nikolett      | Visszatérő | Visszatérő        | Főszereplő        | Főszereplő        | Főszereplő        | Főszereplő        | Főszereplő        |                   |        |        |        |        |        |
| Tyler Blackburn   | Caleb Rivers                  | Molnár Áron          | Visszatérő | Visszatérő        | Főszereplő        | Főszereplő        | Főszereplő        | Főszereplő        | Főszereplő        |                   |        |        |        |        |        |

### Vendég- és mellékszereplők

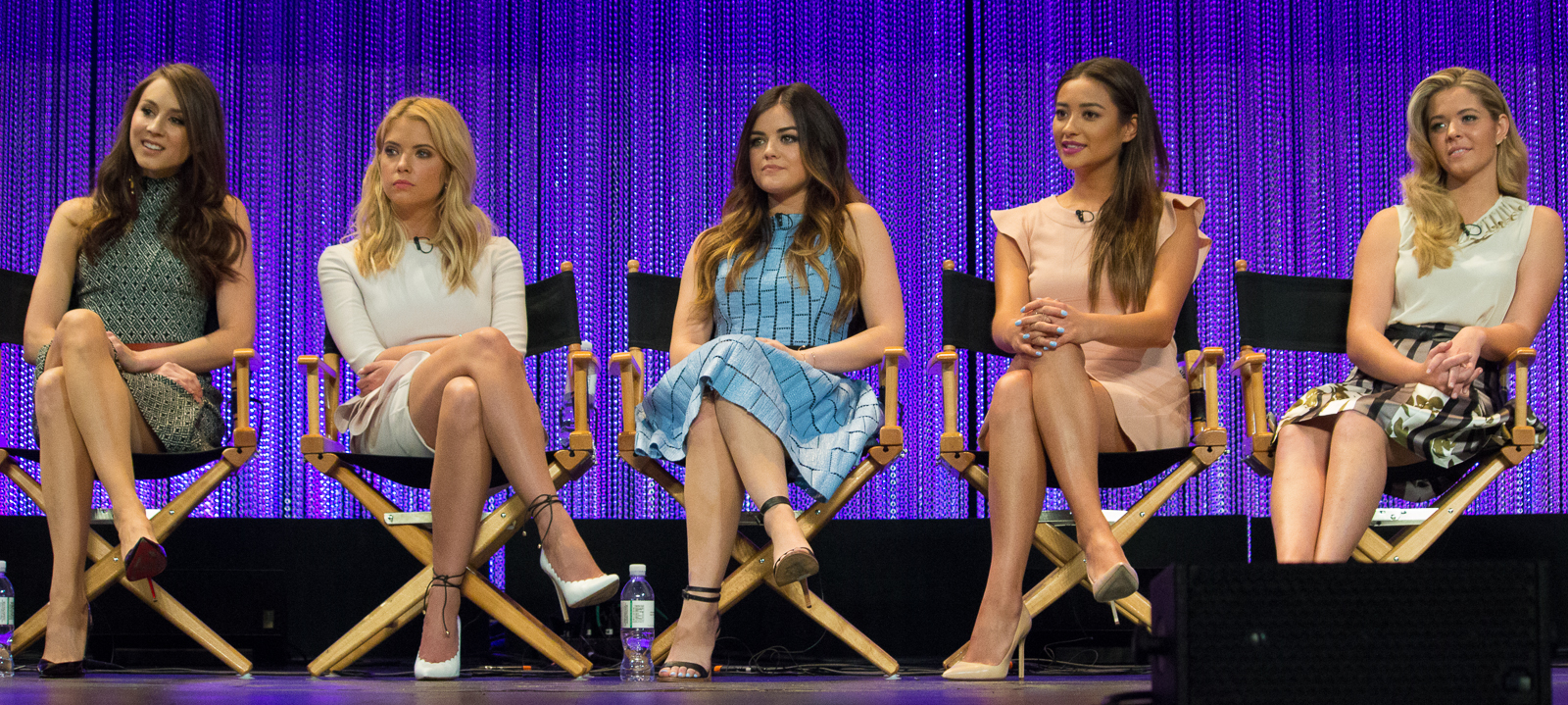
A Hazug csajok társasága főszereplői a The Paley Center-ben a Media's PaleyFest 2014-en a "Hazug csajok társaságáért". Balról: Troian Bellisario, Ashley Benson, Lucy Hale, Shay Mitchell, Sasha Pieterse.

| Színész(nő)          | Szerep                                | Magyar hang     | Évad      |
| -------------------- | ------------------------------------- | --------------- | --------- |
| Aeriél Miranda       | Shana Fring                           |                 | 3-4       |
| Amanda Schull        | Meredith Sorenson                     | Bognár Anna     | 1-3       |
| Andrea Parker        | Jessica DiLaurentis (2.) / Mary Drake |                 | 2-6 / 6-7 |
| Annabeth Gish        | Dr. Anne Sullivan                     |                 | 2-3, 6    |
| Anne Marie DeLuise   | Mrs. DiLaurentis (1.)                 |                 | 1         |
| Brant Dougerty       | Noel Kahn                             | Előd Botond     | 1-5, 7    |
| Brendan Robinson     | Lucas Gottesman                       | Penke Bence     | 1-7       |
| Bryce Johnson        | Daren Wilden                          | Viczián Ottó    | 1-4       |
| Caleb Lane           | Rhys Matthews                         |                 | 6         |
| Carlos Marks         | Ian Thomas                            | Simonyi Balázs  | 1-2       |
| Cody Allen Christian | Mike Montgomery                       | Ungvári Gergely | 1-6       |
| Diego Boneta         | Alex Santiago                         | Kováts Dani     | 1         |
| Dre Davis            | Sara Harvey / Red Coat / Black Widow  |                 | 6-7       |
| Drew Van Acker       | Jason DiLaurentis (2.)                | Markovics Tamás | 1-7       |
| Huw Collins          | Dr. Elliott Rollins                   |                 | 6-7       |
| James Neate          | Toby Cavanaugh (1.)                   | Szabó Máté      | 1         |
| Jim Abele            | Kenneth DiLaurentis                   |                 | 2, 5-6    |
| Julian Morris        | Dr. Wren Kingston                     | Szvetlov Balázs | 1-4, 7    |
| Keegen Allen         | Toby Cavanaugh (2.)                   | Szabó Máté      | 1-7       |
| Lesley Fera          | Veronica Hastings                     | Hirling Judit   | 2-7       |
| Lindsey Shaw         | Paige McCullers                       | Kelemen Kata    | 1-5, 7    |
| Nolan North          | Peter Hastings                        | Megyeri János   | 1-7       |
| Mary Paige Keller    | Dianne Fitzgerald                     |                 | 3, 7      |
| Meg Foster           | Carla Grunwald                        |                 | 4-5, 7    |
| Parker Bagley        | Jason DiLaurentis (1.)                |                 | 1         |
| Patrick J. Adams     | Hardy                                 |                 | 1         |
| Roma Maffia          | Linda Tanner                          |                 | 4-7       |
| Sean Faris           | Gabriel Holbrook                      |                 | 4-5       |
| Shane Coffey         | Holden Strauss                        | Czető Ádám      | 2-3, 7    |
| Sterling Suleiman    | Nate St. Germain / Lyndon James       |                 | 3         |
| Tammin Sursok        | Jenna Marshall                        | Dögei Éva       | 1-5, 7    |
| Torrey DeVitto       | Melissa Hastings                      | Haffner Anikó   | 1-7       |
| Vanessa Ray          | CeCe Drake                            |                 | 3-6, 7    |
| Yani Gellman         | Garrett Reynolds                      | Joó Gábor       | 1-3       |
| Konor                |                                       |                 | 4         |
| Adam Lambert         | önmaga                                |                 | 3         |

## Helyszínek

### Rosewood
Rosewood egy kitalált város az USA államában, Pennsylvania-ban. Ez a fő helyszíne a sorozatnak és a könyveknek. A hazugok ebben a városban élnek a legtöbb másik szereplővel. Sok helyszínt tartalmaz: a rendőrség, a Rosewood gimnázium, a templom, a Rosewood Bevásárló Központ, a Hollis főiskola, a Rosewood Közösségi Kórház, a Rosewood filmszínház, a mauzóleum, a fogászati iroda, a szemgyógyászat és a Rosewood Bíróság.

### Másodlagos helyszínek
- Radley szanatórium
- Kitalált városok: Ravenswood
- Igazi városok: New York, Cape May, Philadelphia, London és Hilton Head Island, Brookhaven
- "A" tanyái
- Cicero Egyetem
- Norristown-i állatkert
- Faház Thornhillben
- Hector Lime öntvény stúdiója
- Lost Woods Üdülőközpont
- A tárolási egység létesítmény
- A jéggyár
- A ház az erdő mélyén
- A tóház
- A lovarda
- A büntetés-végrehajtási központ a nőknek, Chester megyében
- "A" babaháza
- Az öreg Campbell farm (Wayne (Pennsylvania) közelében)
- A Carissimi csoport irodája

## Évadok
| Évad | Évad | Epizódok | Eredeti sugárzás | Eredeti sugárzás  | Magyar sugárzás    | Magyar sugárzás     |
| Évad | Évad | Epizódok | Évadpremier      | Évadfinálé        | Évadpremier        | Évadfinálé          |
| ---- | ---- | -------- | ---------------- | ----------------- | ------------------ | ------------------- |
|      | 1    | 22       | 2010. június 8.  | 2011. március 21. | 2014. május 15.    | 2014. július 14.    |
|      | 2    | 25       | 2011. június 14. | 2012. március 19. | 2014. július 15.   | 2014. október 3.    |
|      | 3    | 24       | 2012. június 5.  | 2013. március 19. | 2015. október 1.   | 2015. november 3.   |
|      | 4    | 24       | 2013. június 11. | 2014. március 18. | 2016. április 23.  | 2016. július 16.    |
|      | 5    | 25       | 2014. június 10. | 2015. március 24. | 2017. január 27.   | 2017. március 2.    |
|      | 6    | 20       | 2015. június 2.  | 2016. március 15. | 2017. március 3.   | 2017. március 30.   |
|      | 7    | 20       | 2016. június 21. | 2017. június 20.  | 2017. augusztus 8. | 2017. szeptember 4. |

## Amerikai DVD kiadások
| Név                    | Kiadási dátumok | Kiadási dátumok      | Kiadási dátumok     | Ep# | DVD információk |
| Név                    | 1. régió        | 2. régió             | 4. régió            | Ep# | DVD információk |
| ---------------------- | --------------- | -------------------- | ------------------- | --- | --- |
| A teljes első évad     | 2011. június 7. | 2012. szeptember 24. | 2011. november 2.   | 22  | - Hazug csajok társasága: Két igazság és egy hazugság—felfedezés néhány mókás ténnyel és képzeletbeli tévhitekkel a Hazug csajok társasága stábjáról. - Ez az egész egy kis hazugsággal kezdődött: A Hazug csajok társasága készítése ahogyan az oldalak és karakterek Sara Shepard novellájából ezzé a kihagyhatatlan sorozattá válnak - Kis titkok a Set—Catch up-ból a szereplőkkel és a stábtagokkal, a nyár legforróbb műsorából, valamint több szaftos titkot is hoznak el nekünk a Hazug csajok társasága forgatásáról - Törölt jelenetek és extrák |
| A teljes második évad  | 2012. június 5. | 2013. november 11.   | 2012. szeptember 5. | 25  | - A divat bűnös élvezete: Csekkold Aria élesen bohém kinézetét, Hanna rock'n'roll báját, Emily lesimított, sportos stílusát és Spencer prepster tökéletességét - A rejtély férfijai: Borongó szemöldökök, lelkes mosolyok és rejtélyes elmék... készülj fel a szívolvasztó srácokra Rosewood-ból - Törölt jelenetek és extrák |
| A teljes harmadik évad | 2013. június 4. | 2014. április 21.    | 2013. június 19.    | 24  | - Rövidfilm: "Az 'A' Network" - Törölt jelenetek - Bónusz webizódok - A Találka a temetőben rész alternatív befejezése |
| A teljes negyedik évad | 2014. június 3. | 2014. szeptember 29. | 2014. július 9.     | 24  | - Rövidfilm: "Letakaratlan vörös kabát: Alison él!" - Rövidfilm: "Vallomások egy hazugtól" - Rövidfilm: "Csinos kis jelenetek" - Bónusz ismétlő rész - Törölt jelenetek |
| A teljes ötödik évad   | 2015. június 2. | 2015. július 15.     | 2015. június 19.    | 25  | - Rövidfilm: "Jó csajok, rossz hazugságok: Az erősebb PLL-ek" - Featurette: "Hazug csajok társasága: A srácok visszatértek!" - Featurette: "Egy csinos 100. ünneplése" - Featurette: " Karácsony Rosewood-ban: A jéggolyó tervezése" - We Love You to DeAth: Rajongói értékelős epizód - Törölt jelenetek |

## Fordítás
- Ez a szócikk részben vagy egészben  a   Pretty Little Liars (TV series) című angol Wikipédia-szócikk ezen változatának fordításán alapul.  Az eredeti cikk szerkesztőit annak laptörténete sorolja fel. Ez a jelzés csupán a megfogalmazás eredetét és a szerzői jogokat jelzi, nem szolgál a cikkben szereplő információk forrásmegjelöléseként.